# Àcid licànic
L'àcid licànic, de nom sistemàtic àcid (9Z,11E,13E)-4-oxooctadeca-9,11,13-trienoic, és un àcid carboxílic amb de cadena lineal amb devuit àtoms de carboni, un grup funcional carbonil, {\displaystyle {\ce {C=O}}}, al carboni 4, i tres dobles enllaços als carbonis 9, 11 i 13, la qual fórmula molecular és {\displaystyle {\ce {C18H28O3}}}. En bioquímica és considerat un àcid gras rar, ja que és l'únic que conté un grup carbonil i només se'l troba en algunes plantes.

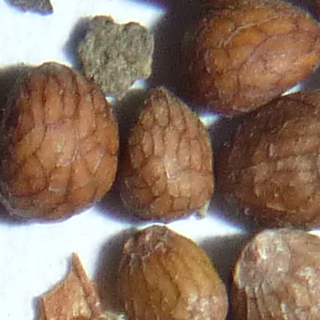
Llavors de Licania rigida

Fou aïllat per primera vegada per J. van Loon i A. Steger el 1931 a la Couepia grandiflora i anomenat àcid couepic. Posteriorment, el 1936, R.S. McKinney i G.S. Jamieson el 1936 aïllaren un àcid de l'oli d'oiticica de la planta Licania rigida, que anomenaren àcid licànic, i que fou identificat després com idèntic a l'àcid couepic. A l'oli de les llavors de Licania rigida se n'hi troba una elevada proporció (58-78 %). També s'ha aïllat de l'oli de les llavors de Parinarium annamense (22 %), Couepia longipendula (22 %), Acioa edulis (19 %), Parinari glabra (12 %) i Chrysobalanus icaco (10 %).
S'ha emprat com a agent secant en olis i vernissos.